# Shuangqiao (köpinghuvudort i Kina, Jiangxi Sheng, lat 28,18, long 114,31)
Shuangqiao är en köpinghuvudort i Kina. Den ligger i provinsen Jiangxi, i den sydöstra delen av landet, omkring 160 kilometer väster om provinshuvudstaden Nanchang. Antalet invånare är 30 100. Befolkningen består av 14 478 kvinnor och 15 622 män. Barn under 15 år utgör 28,0 %, vuxna 15-64 år 63 %, och äldre över 65 år 8,0 %.
Runt Shuangqiao är det ganska tätbefolkat, med 248 invånare per kvadratkilometer. Närmaste större samhälle är Tanbu, 12,0 km sydväst om Shuangqiao. I omgivningarna runt Shuangqiao växer i huvudsak blandskog.
Genomsnittlig årsnederbörd är 2 205 millimeter. Den regnigaste månaden är maj, med i genomsnitt 372 mm nederbörd, och den torraste är oktober, med 50 mm nederbörd.